# LWRC M6
La M6 es una serie de carabinas diseñada y fabricada por LWRC. La serie utiliza los cartuchos 5,56 x 45 OTAN y el 6,8 mm Remington SPC, con un peso aproximado de 3,31 kg sin cargador, con cadencia semiautomática, y de fuego selectivo, un rayado de anima de 1/7" (5.56) y de 1/10" (6.8), miras plegables frontales y posteriores, así como un cargador para 30 cartuchos tanto en calibre 5,56 mm y 6,8 mm.
Se basa en el modelo de la carabina M4, con el cual comparte algunos de sus componentes. Al igual que el HK416, posee un sistema de pistón de gas autorregulado de recorrido corto y un diseño especial de cerrojo, que previene el contacto de gases con la recámara del arma, reduciendo el calor y la contaminación por residuos de carbón; simplificando el mantenimiento y aumentando su eficiencia.

## Variantes
- M6A2 En calibre 5,56 mm, con un sistema de pistón de recorrido corto accionado por gas.
- M6-SL En calibre 5,56 mm, extendido ligero (Stretch lightweight), con un sistema de pistón de recorrido medio-largo, que proporciona impulso de retroceso para recargar del siguiente cartucho de manera más rápida.[3]
- PSD Tiene dos configuraciones disponibles; en calibre 5,56 mm y 6,8 mm, con un alcance efectivo de 300 metros. La longitud del cañón estándar es de 215 mm (8.5 pulgadas) con un largo total de 635-718 mm (25-28.3 pulgadas). Cuenta con cargador para 30 cartuchos.[4]
- PSD-P
- M6-IC-SPR

Longitudes del cañón; 10.5", 12.7", 14.7" y 16.1".